# Rhyncholampas
Rhyncholampas is een geslacht van zee-egels uit de familie Cassidulidae. De wetenschappelijke naam van het geslacht werd in 1869 voorgesteld door Alexander Agassiz.

## Soorten
- Rhyncholampas anceps Lambert, 1933 †
- Rhyncholampas ayresi Kier, 1963 †
- Rhyncholampas caribaearum (Lamarck, 1816)
- Rhyncholampas cervantesi Sánchez Roig, 1949 †
- Rhyncholampas magnei Castex, 1947 †
- Rhyncholampas pacificus (A. Agassiz, 1863)
- Rhyncholampas rodriguezi Lambert & Sánchez Roig, 1926 †
- Rhyncholampas tuderi Lambert, 1937 †